# Traktat nerczyński

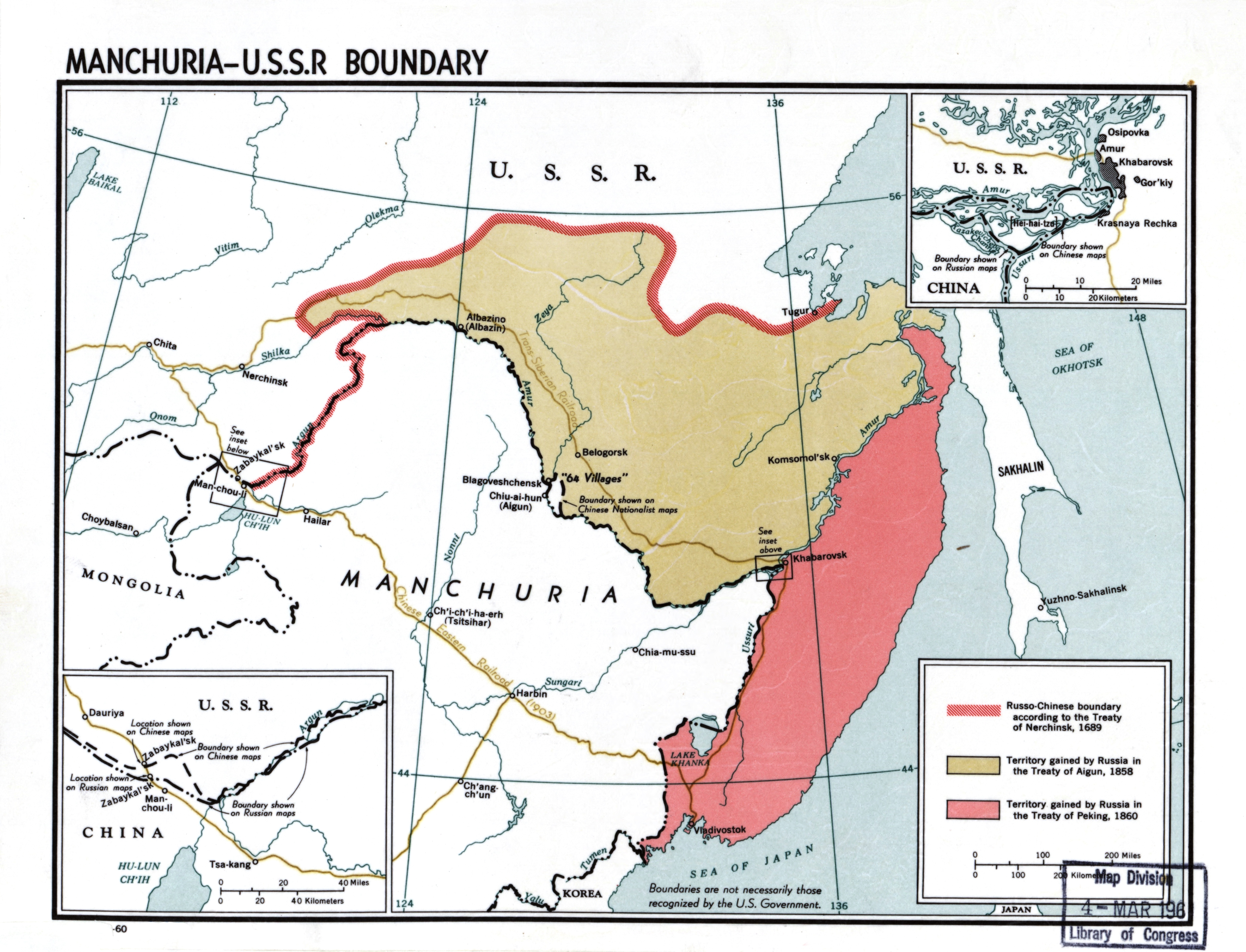
Granica rosyjsko-chińska ustalona traktatem w Nerczyńsku. Zaznaczono tereny Cesarstwa Qing anektowane przez Rosję na mocy traktatów w Aigunie (1858) i Pekinie (1860)

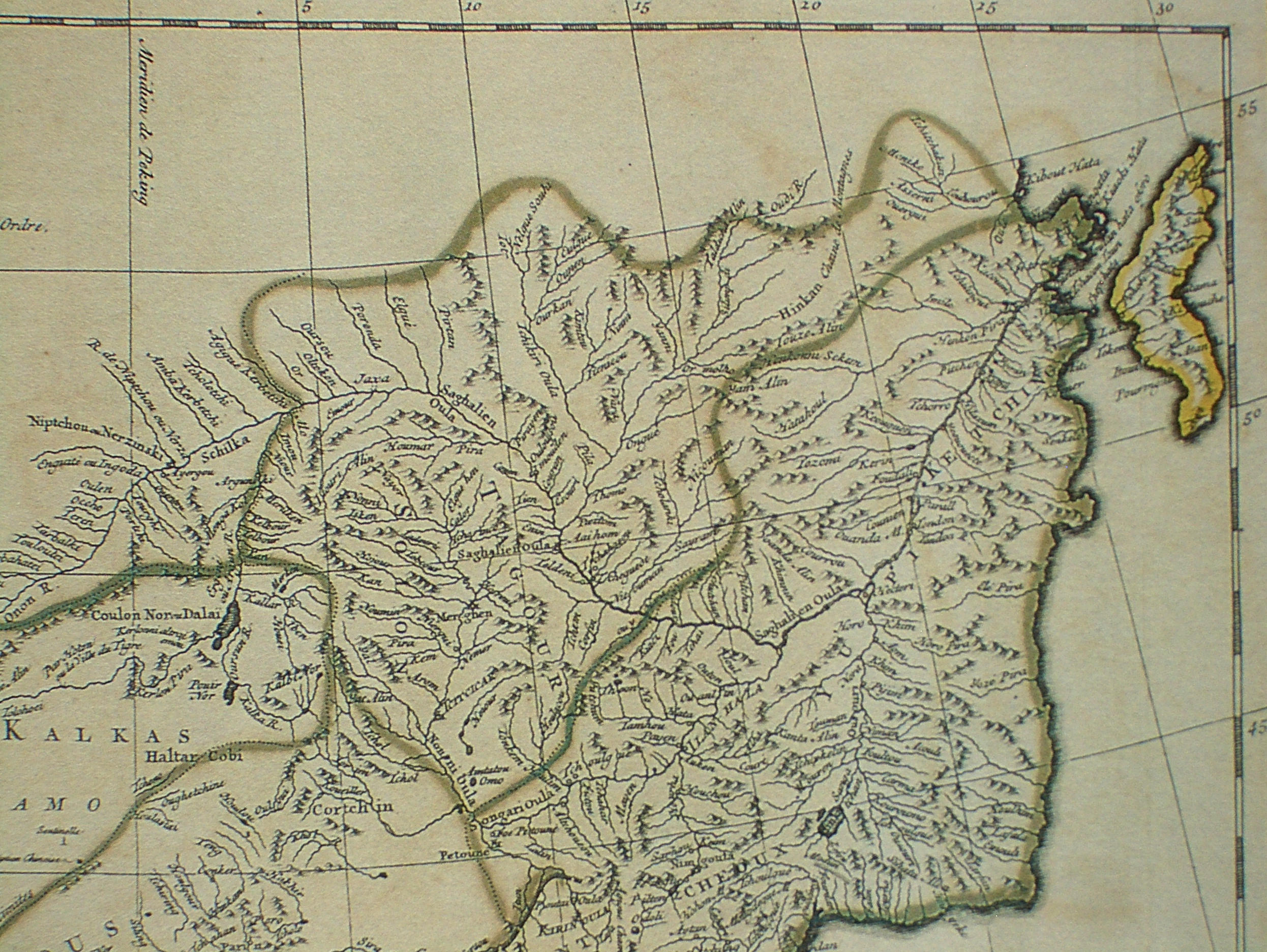
Granica chińsko-rosyjska wytyczona traktatem nerczyńskim na francuskiej mapie z 1734. Ałbazin-Jaxa zaznaczony jako Jaxa.

Traktat nerczyński – rosyjsko-chińska umowa międzynarodowa, pierwsze porozumienie w sprawie regulacji spornej granicy w regionie Amuru, zawarta przez Rosję i Chiny 27 sierpnia 1689 roku.
Traktat sporządzono w imieniu cara Piotra I i cesarza Kangxi z pomocą tłumaczy mongolskich (ze strony rosyjskiej) i jezuickich misjonarzy (ze strony chińskiej). Ostateczny tekst sporządzono w 5 językach (rosyjskim, łacinie, mandżurskim, mongolskim i chińskim). Tłumaczono jednak za pośrednictwem mongolskiego i łaciny, co spowodowało znaczne rozbieżności pomiędzy poszczególnymi wersjami.
Traktat składał się z siedmiu artykułów. Przewidywał nawiązanie stosunków handlowych, regulował sprawy związane z udzielaniem azylu i sposobem karania przestępców przekraczających granicę. Najważniejsze jednak z zapisanych w nim ustaleń dotyczyły wzajemnego rozdziału terytoriów. Ustalił przebieg granicy chińsko-rosyjskiej wzdłuż rzek Argun i Gorbica i dalej Pasmem Stanowym do Morza Ochockiego. Ziemie położone na północ od Amuru i jego ujście  przypadły Chinom, które zobowiązały się nie obwarowywać jednak tych ziem. Rosjanie wycofali się natomiast z założonej w 1651 roku twierdzy Ałbazin. Traktat zawierał także – wprowadzoną na żądanie strony rosyjskiej – klauzulę o pozostawieniu pasa ziemi nierozgraniczonej, nienależącej do żadnej ze stron. Z powodu słabej znajomości geografii ziem nadamurskich doszło do rozbieżności w interpretacji obszaru nierozgraniczonego. Chińczycy utrzymywali, że chodzi o baseny rzek Uda i Tugur, Rosjanie, chcąc uzyskać transport wodny do Morza Ochockiego, rozszerzali ten obszar aż do ujścia Amuru.
Korektę ustaleń traktatu nerczyńskiego wprowadził traktat kiachtański z roku 1727. Ostatecznie sprawę granicy nadamurskiej uregulowały traktaty w Ajgunie (1858) i w Pekinie (1860), zawarte po II wojnie opiumowej, zgodnie z którymi granica chińsko-rosyjska została ustalona wzdłuż Amuru, a tereny na północ od Amuru i Kraj Nadmorski anektowała Rosja.